# ガブリエル・ド・ベルジック
ガブリエル・ド・ベルジック（Gabriel de Belgique, 全名 仏：Gabriel Baudouin Charles Marie, 蘭：Gabriël Boudewijn Karel Maria、2003年8月20日 - ）は、ベルギー王国の王族。

## 略歴
ベルギー王フィリップとその王妃マティルドの長男（第2子）としてアンデルレヒトで2003年8月20日午前1時14分に誕生した。
二つ年上の姉にブラバント女公エリザベート王女、二つ年下の弟にエマニュエル王子、妹にエレオノール王女がおり、王位継承権はブラバント女公エリザベート王女についで第2位。